# Carex gynandra
Carex gynandra är en halvgräsart som beskrevs av Ludwig David von Schweinitz. Carex gynandra ingår i släktet starrar, och familjen halvgräs. Inga underarter finns listade i Catalogue of Life.